# Штадельгофен
Штадельгофен (нім. Stadelhofen) — громада в Німеччині, розташована в землі Баварія. Підпорядковується адміністративному округу Верхня Франконія. Входить до складу району Бамберг. Складова частина об'єднання громад Штайнфельд.
Площа — 41,01 км2. Населення становить 1266 ос. (станом на 31 грудня 2020).

## Галерея

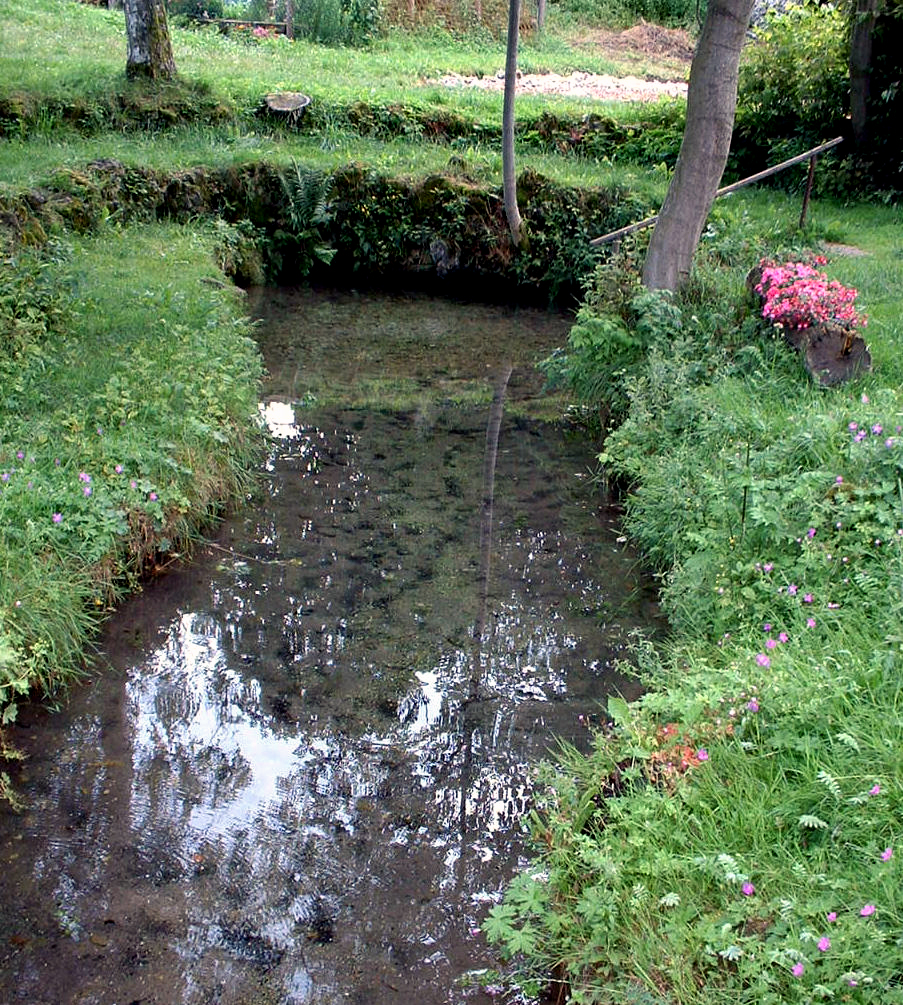

## Географія

### Адміністративний поділ
Громада  складається з 10 районів:
- Штайнфельд
- Штадельгофен
- Шедерндорф
- Айхенгюль
- Велькендорф
- Пфаффендорф
- Гоенгойслінг
- Росдорф-ам-Берг
- Вотцендорф
- Гопфенмюле